# Marcello Giordani
Marcello Guagliardo Giordani (Augusta, 25 gennaio 1963 – Augusta, 5 ottobre 2019) è stato un tenore italiano.

## Biografia e carriera
Marcello Giordani nacque ad Augusta il 25 agosto 1963. Nel 1986 vince il Concorso di canto di Spoleto e quello stesso anno debuttò nel ruolo del Duca di mantova in Rigoletto al Festival di Spoleto.
Il suo debutto americano è stato nel ruolo di Nadir in Les pêcheurs de perles alla Portland Opera durante la stagione 1988-1989.
Nel 1988 debutta al Teatro alla Scala di Milano come Rodolfo ne La bohème.
Nel 1989 canta ne La bohème ed in Madama Butterfly a Bilbao.
Nel 1990 è Edgardo di Ravenswood in Lucia di Lammermoor con June Anderson all'Opera di Chicago.
Nel 1991 è Alfredo Germont ne La traviata con Carol Vaness al San Francisco Opera.
All'Arena di Verona debutta nel 1991 come il Duca di Mantova in Rigoletto con Leo Nucci, Mariella Devia e Alida Ferrarini, nel 2004 è Pinkerton in Madama Butterfly con la Cedolins e Juan Pons diretto da Oren per la regia di Franco Zeffirelli del quale esiste anche un video della TDK DVD trasmesso da Rai 5, nel 2008 è Roméo in Roméo et Juliette (Gounod) e Cavaradossi in Tosca con il quale ritorna nel 2009 e nel 2011 Radames in Aida.
Nel 1992 è Alfredo Germont ne La traviata al Teatro La Fenice di Venezia e debutta come Ein Sänger in Der Rosenkavalier con Kiri Te Kanawa al Wiener Staatsoper.
Nel 1993 canta in Lucia di Lammermoor a Bilbao e fa la prima apparizione per il Metropolitan Opera House di New York come Nemorino ne L'elisir d'amore in concerto al Prospect Park di Brooklyn.
Nel 1994 è Edgardo (Edgar, Master of Ravenswood) in Lucia di Lammermoor diretto da Nello Santi a San Francisco e Lord Arturo Talbo ne I puritani con Dmitri Hvorostovsky ed Edita Gruberová a Vienna.
Nel 1995 canta ne I puritani a Bilbao, Alfredo Germont ne La traviata con la Vaness e Nucci diretto da Georg Solti al Royal Opera House, Covent Garden di Londra, Nemorino ne L'elisir d'amore con Angela Gheorghiu a Vienna ed in dicembre Rodolfo ne La bohème al Metropolitan.
Nel 1996 è Rodolfo ne La bohème a San Francisco ed anche nell'inaugurazione della nuova Opera House di Detroit, Faust con Renée Fleming all'Opéra National de Paris, il Duca di Mantova in Rigoletto con Nucci a Vienna ed al Met Alfredo ne La traviata.
Nel 1997 a Vienna è Alfredo Germont ne La traviata diretto da Daniel Oren, Gabriele Adorno in Simon Boccanegra con la Te Kanawa diretto da Solti a Londra e Des Grieux in Manon (Massenet) con la Fleming diretto da Julius Rudel al Met.
Nel 1998 a Vienna è Rodolfo ne La bohème, Gennaro nella prima rappresentazione di Lucrezia Borgia (opera) con la Fleming in sostituzione di Giuseppe Sabbatini ed a Parigi Le Chevalier des Grieux in Manon (Massenet) con Patricia Petibon.
Nel 1999 al Grand Théâtre di Ginevra è Edgardo in Lucia di Lammermoor con la Devia, Fernand ne La favorita a San Francisco, Rodolfo ne La bohème a Parigi ed a Bilbao canta ne Les Huguenots.
Nel 2000 debutta il ruolo di Rodolfo in Luisa Miller a San Francisco ed è Italian Singer in Der Rosenkavalier con Cheryl Studer al Met.
Ancora per il Met nel 2001 canta nel Requiem (Verdi) con la Fleming diretto da James Levine alla Carnegie Hall ed è Lensky in Eugene Onegin, nel 2002 è Gualtiero ne Il pirata con la Fleming, nel 2003 Benvenuto Cellini di Berlioz, Debutta il ruolo di Calaf a Torre del Lago
con Maria Dragoni in Turandot
Nel 2005 Riccardo in Un ballo in maschera, Cavaradossi in Tosca (opera) diretto da James Conlon e Don José in Carmen (opera) con Denyce Graves ed Ana María Martínez, nel 2006 Pinkerton in Madama Butterfly, Enzo ne La Gioconda ed il Duca di Mantova in Rigoletto con Pons, nel 2007 Gabriele Adorno in Simon Boccanegra con la Gheorghiu diretto da Fabio Luisi, Edgardo in Lucia di Lammermoor con Natalie Dessay e Roméo in Romeo e Giulietta (Gounod) con Anna Netrebko, nel 2008 Des Grieux in Manon Lescaut con Karita Mattila, Ernani con Ferruccio Furlanetto e Faust ne La damnation de Faust con Susan Graham, nel 2009 Maurizio in Adriana Lecouvreur (opera) con Maria Guleghina e Calàf in Turandot con Samuel Ramey, nel 2010 Dick Johnson ne La fanciulla del West, nel 2012 Radames in Aida ed Aeneas in Les Troyens e nel 2013 Paolo in Francesca da Rimini (Zandonai). Fino ad oggi ha cantato in 206 rappresentazioni al Met.
Nel 2003 torna a Parigi come Arnold in Guglielmo Tell (opera), Henri ne I vespri siciliani con Ferruccio Furlanetto diretto da Conlon e Mario Cavaradossi in Tosca con Fiorenza Cedolins e nel 2012 Turiddu in Cavalleria rusticana (opera).
A Vienna torna come Mario Cavaradossi in Tosca con Daniela Dessì e Roméo in Roméo et Juliette (Gounod), nel 2005 Arnold in Guglielmo Tell, nel 2008 Don Alvaro ne La forza del destino e nel 2009 Gustaf III in Un ballo in maschera. Fino ad oggi ha cantato in 53 recite viennesi.
Nuovamente per la Scala nel 2004 è Il principe ignoto (Calaf) nella prima di Turandot con Andrea Gruber al Teatro degli Arcimboldi, nel 2009 canta il Requiem (Verdi) con Barbara Frittoli diretto da Daniel Barenboim all'Auditorium Parco della Musica di Roma e nel 2010 è Faust nella prima.
Ancora al Covent Garden nel 2004 è Enzo Grimaldo ne La Gioconda e nel 2009 Mario Cavaradossi in Tosca con la Gheorghiu e Bryn Terfel. Fino al 2011 ha preso parte a 24 rappresentazioni londinesi.
Nel 2005 è Mario Cavaradossi in Tosca diretto da Leonard Slatkin al Washington National Opera.
Nel 2006 canta La Gioconda al Teatro Massimo Bellini di Catania. Dell'evento è disponibile un video per la Kicco Classics.
Al Gran Teatre del Liceu debutta nella stagione 2006/2007 in Manon Lescaut e nel 2011 è Canio in Pagliacci (opera) e Turiddu in Cavalleria rusticana.
Nel 2007 canta La Forza del destino al Teatro Comunale di Firenze diretto da Zubin Mehta. L'evento è stato registrato dal vivo in video dalla Tdk Mediactive ed è stato trasmesso da Rai Tre.
Nel 2010 è Cavaradossi in Tosca con Pons al Teatro dell'Opera di Roma è canta "Nessun dorma" da Turandot ospite di Pippo Baudo a Domenica in su Rai 1, Pollione in Norma (opera) con la Gruberova, Joyce Didonato e Ferruccio Furlanetto a Salisburgo e debutta il ruolo di Radames in Aida con Dolora Zajick a San Francisco.
Nel 2011 torna a Chicago come Ramerrez (Dick Johnson) ne La fanciulla del West e nel 2012 Radames in Aida.
Nel 2011 è Paolo il bello in Francesca da Rimini (Zandonai) al Teatro Verdi (Trieste), Faust all'Opera di Amburgo, Mario Cavaradossi in Tosca al Deutsche Oper Berlin, Manrico ne Il trovatore con Alberto Gazale e la Zajick diretto da Oren al Teatro Verdi (Salerno) e con Amarilli Nizza al Teatro Massimo Vittorio Emanuele di Palermo dove è anche Don José in Carmen.
Nel 2012 è Turiddu in Cavalleria rusticana al Teatro Carlo Felice di Genova, tiene un recital a Litomyšl per lo Smetana Opera Festival di Praga ed a Barcellona è Radamès in Aida e Don Alvaro ne La forza del destino.
Nel 2013 è Mario Cavaradossi in Tosca con Terfel al Deutsche Oper Berlin, Riccardo in Un ballo in maschera al Teatro Massimo Bellini di Catania, Eléazar ne La Juive al Semperoper di Dresda, Calaf in Turandot diretto da Oren a Torre del Lago Puccini e Lefebvre in Madame Sans-Gêne (opera).
Nel 2015 in occasione delle elezioni amministrative del suo paese si candida a sindaco con il movimento "nessun dorma" da lui fondato. Ottiene il 7% dei consensi, non riuscendo così ad accedere al secondo turno.
Muore il 5 ottobre 2019 all'età di 56 anni a causa di un infarto.

## Repertorio
Opere liriche
- Vincenzo Bellini
  - Il Pirata (Gualtiero)
  - I puritani (Arturo)
  - La Straniera (Arturo)
- Hector Berlioz
  - Benvenuto Cellini (Cellini)
  - La Damnation de Faust (Faust)
  - Requiem
- Georges Bizet
  - Carmen (Don Jose)
  - Les Pêcheurs de Perles (Nadir)
- Gaetano Emanuel Calì
  - ...E vui durmiti ancora!
- Francesco Cilea
  - Adriana Lecouvreur (Maurizio)
- Gaetano Donizetti
  - La Favorite (Fernand)
  - La Fille du Regiment (Tonio)
  - Lucia di Lammermoor (Edgardo)
  - Lucrezia Borgia (Gennaro)
  - L'Elisir d'Amore (Nemorino)
- Umberto Giordano
  - Andrea Chénier (Chenier)
- Charles Gounod
  - Faust (Faust)
  - Roméo et Juliette (Romeo)
- Jules Massenet
  - Manon (Des Grieux)
  - Werther (Werther)
- Giacomo Meyerbeer
  - Les Huguenots (Raoul)
- Jacques Offenbach
  - Les Contes d'Hoffmann (Hoffmann)
- Amilcare Ponchielli
  - La Gioconda (Enzo)
- Giacomo Puccini
  - La Bohème (Rodolfo)
  - Madama Butterfly (Pinkerton)
  - Manon Lescaut (Des Grieux)
  - Tosca Mario Cavaradossi)
  - Turandot (Calaf)
- Gioacchino Rossini
  - Guillaume Tell (Arnold)
- Richard Strauss
  - Der Rosenkavalier (Italian singer)
- Peter Tchaikovsky
  - Eugene Onegin (Lensly)
- Giuseppe Verdi
  - Attila (Foresto)
  - Don Carlo (Don Carlo)
  - I Vespri Siciliani (Arrigo)
  - Il Trovatore (Manrico)
  - La forza del destino (Alvaro)
  - La Traviata (Alfredo)
  - Les Vêpres Siciliennes (Henry)
  - Luisa Miller (Rodolfo)
  - Requiem
  - Rigoletto (The Duke)
  - Simon Boccanegra (Gabriele Adorno)
  - Un Ballo in Maschera (Riccardo)
- Riccardo Zandonai
  - Francesca da Rimini (Paolo Malatesta)

## Discografia
- Sicilia Bella
  - Un album di canzoni classiche di rinomati autori siciliani. Include selezioni di Bellini, Scarlatti, D'Astorga, Donaudy, Favara, D'Asdia Beta, Calì e Vancheri. Orchestra del Teatro Massimo Bellini di Catania. Dir. Steven Mercurio (2003)
- Tenor Arias
  - La prima registrazione di un recital di Giordani. Arie d'opera di Rossini, Donizetti, Bellini, Pacini, Bizet, Verdi, Mascagni Orchestra del Teatro Massimo Bellini di Catania, Dir. Steven Mercurio.

Ascolta:il Trovatore
- Verdi's Jerusalem
  - Marcello Giordani, Roberto Scandiuzzi, Marina Mescheriakova; L'Orchestre de la Suisse Romande, Dir. Fabio Luisi -La versione de I Lombardi adattata dallo stesso Verdi per l'Opera di Parigi. La prima registrazione completa della versione parigina. 1998 Decca
- "Viva Verdi" A 100th Anniversary Celebration
  - Questa compilazione, che vuol essere “una biografia illustrata ed una guida comprensiva delle opere di Verdi,” costituisce una magnifica introduzione per i nuovi ascoltatori che desiderano conoscere più a fondo l'opera teatrale di uno dei più grandi compositori operistici di tutti i tempi.
- A Midsummer Night's Dream
  - Marcello Giordani, Cecilia Bartoli, Renee Fleming, Roberto Alagna - Direttori d'Orchestra: Rolf Wilson, Gavyn Wright - Colonna sonora del film “A Midsummer Night's Dream” [Sogno d'una notte di mezza estate]

## DVD & BLU-RAY parziale
- Puccini, Fanciulla del West - Luisotti/Voigt/Giordani/MET, regia Giancarlo Del Monaco 2010 Deutsche Grammophon
- Puccini, Turandot - Nelsons/Guleghina/Giordani, 2009 Decca
- Puccini, La Boheme - Gallardo-Domas/Giordani/Sireuil, 2007 EMI
- Puccini, Manon Lescaut (The Metropolitan Opera HD Live Series) - Mattila/Giordani/Levine, 2008 EMI
- Puccini, Madama Butterfly, dal 3° DVD della collana Passione Lirica - Racette/Zifchak/Giordani/Croft, 2011 Sony, nei panni di B.F. Pinkerton
- Verdi, Simon Boccanegra (The Metropolitan Opera HD Live, New York 2010) - Domingo/Pieczonka/Giordani/Morris/Levine, Sony